# Valentín Carderera
Valentín Carderera y Solano, né le 14 février 1796 à Huesca et mort le 25 mars 1880 à Madrid, est un peintre, érudit et collectionneur espagnol. Il est peintre de cour de la reine Isabelle II d'Espagne.

## Biographie
Valentín Carderera étudie à l'université Sertoriana de Huesca (es) et apprend plus tard le dessin à Saragosse et Madrid, où il est disciple de Maella. En 1822 il obtient une bourse pour aller étudier à Rome, pensionné par le duc de Villahermosa, y séjourne et visite l'Italie en 1831. Ses impressions de voyageur se retrouvent dans des albums de dessins. Il y commence des études sur les antiquités et entre en contact avec le romantisme dont l'esthétique sera une de ses motivations pour retourner en Espagne.
Depuis 1838, il est membre du conseil d'administration du musée national et du Musée royal de peinture et de sculpture. Il est également membre de l'Académie royale des beaux-arts de San Fernando et de l'Académie royale d'histoire et enseigne la théorie et l'histoire des beaux-arts à l'Académie de San Fernando.
Comme peintre, il excelle dans l'art du portrait, ce qui permet de voir l'influence des Madrazo[Lesquels ?] avec un fini et une préoccupation du détail clairement néoclassique, mais parfois un souffle romantique se laisse percevoir. Le résultat de son intérêt pour l'art du portrait est une monumentale collection de dessins de personnages célèbres de l'Espagne de tous les âges : Iconografía española (livraisons publiés entre 1855 et 1864), qui est son œuvre majeure. Pour financer la réalisation de cette œuvre majeure, il est amené à tellement emprunter qu'il doit vendre son extraordinaire collection de dessins et gravures à la Bibliothèque nationale d'Espagne de Madrid.

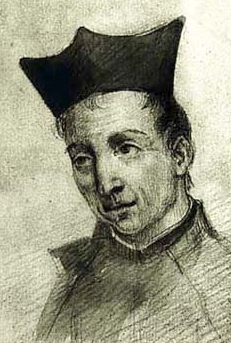
Portrait de Baltasar Gracián par Carderera.

Le plus connu des portraits de Baltasar Gracián est un dessin idéalisé fait à partir de médiocres peintures des XVIIe et XVIIIe siècles et qui conserve l'idée iconographique de l'écrivain baroque. 
Il cultive aussi des sujets historiques et allégoriques et assiste à des expositions internationales (celle de Paris en 1855 ou celle de Londres en 1862).
Dès son jeune âge, il s'intéresse à la collecte d'œuvres d'art, d'antiquités et de livres précieux, en particulier les dessins et les gravures. Il promut la création du musée de Huesca (es) en 1873 en donnant un lot de peintures de sa propre collection. 
Il réunit une collection notable de dessins et gravures de Goya. C'est en 1835 que paraît dans les pages de la revue El Artista son article qui est la première biographie en espagnol du génial Aragonais. 
Comme érudit, il publie des études dans les grands magazines culturels de son temps : El Artista, Semanario Pintoresco Español, El Museo Universal ou la Gazette des Beaux-Arts française. Il édite également les Discursos practicables del nobilísimo arte de la pintura de Jusepe Martínez (Madrid : impr. de M. Tello, 1866).

## Œuvres
- Catálogo y descripción sumaria de retratos antiguos... coleccionados por D. Valentin Carderera y Solano. Madrid : impr. de M. Tello, 1877.
- Iconografía espan̂ola : Colección de retratos, estaluas, mausoleos y demás monumentos inéditos de reyes, reinas, grandes capitanes, escritores, etc. desde el siglo XI hasta el XVII, copiados de los originales por... Valentin Carderera y Solano... con texto biográfico y descriptivo, en espan̂ol y francés Madrid : impr. de R. Campuzano, 1855-1864.
- Estudios sobre Goya (1835-1885) Zaragoza: Institución Fernando el Católico, 1996.
- Informe sobre los retratos de Cristobal Colon, su trage y escudo de armas. Leído á la real Academia de la historia, por su autor Don Valentin Carderera. Madrid: Imprenta de la Real Academia de la Historia, 1851.